# Hulun Nur
Hulun Nur (chiń. 呼倫湖 - Hūlún Hú; mong. Далай нуур - trb.: Dalaj nuur, trl.: Dalai nuur, czasami Хулун нуур - trb.: Chulun nuur, trl.: Khulun nuur) – słodkowodne jezioro w północnych Chinach, leżące w północnej części Mongolii Wewnętrznej.
Największe jezioro Mongolii Wewnętrznej i piąte jezioro Chin pod względem powierzchni. Leży na wysokości 545 m n.p.m. i ma objętość 131,3x108 m³. Głębokość i powierzchnia zmienna, w zależności od pory roku i opadów. Normalnie powierzchnia wynosi 2339 km² (według innych źródeł w porę niskiej wody około 1100 km²), maksymalna głębokość waha się sezonowo od 9 do 15 m. Do tego jeziora wpada Kerulen, płynąca z gór Chentej, oraz Orxon He (mong. Orszuun gol), wypływająca z jeziora Bujr nuur będąca dalszym ciągiem Chalchyn gol. Część wód jeziora w czasie wysokich stanów zwierciadła przelewa się i przez rzekę Mutnaja Protoka zasila rzekę Argun (co powoduje przynależność Kerulenu i Hulun Nur do basenu rzeki Amur, co tworzy siódmy co do długości system wodny świata).